# Dagmar Braun (Medizinerin)

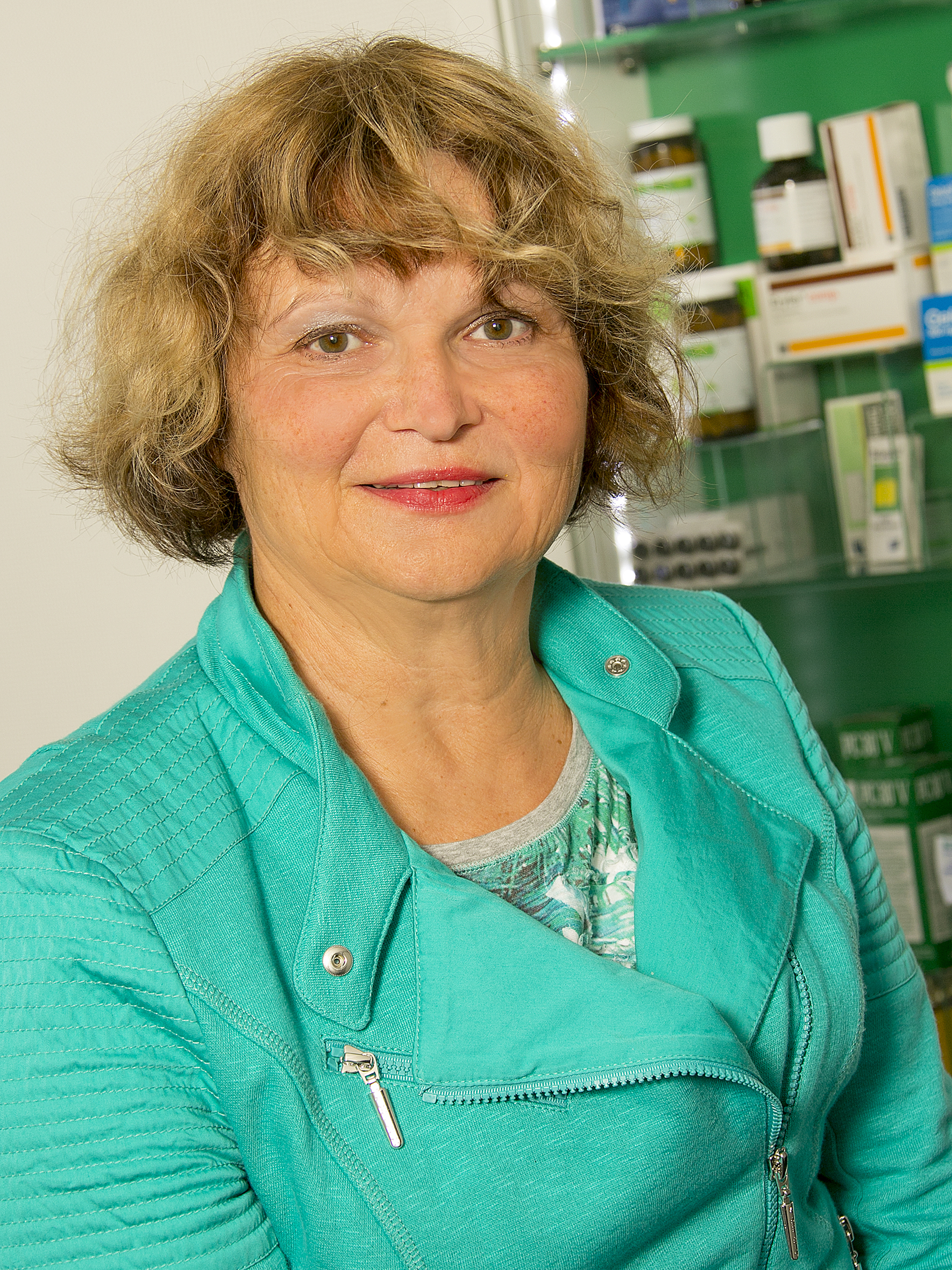
Dagmar Braun (2015)

Dagmar Braun (* 16. September 1956 in Helmstedt als Dagmar Bansen) ist eine deutsche Unternehmerin, Ärztin und Hochschullehrerin.

## Ausbildung
Braun schloss ihre Schulausbildung in Philippsthal und Heringen (Nordhessen) 1975 mit dem Abitur ab. Von 1975 bis 1982 studierte sie Humanmedizin in Göttingen, Mainz und Aachen. Daraufhin absolvierte sie ein Referendariat für das Lehramt an beruflichen Schulen mit dem Hauptfach Gesundheit sowie dem Nebenfach Chemie.

## Beruflicher Werdegang
Während und nach ihrer Studienzeit absolvierte Dagmar Braun ihre Promotionsarbeit am Max-Planck-Institut für biophysikalische Chemie in Göttingen. Das Thema ihrer Dissertation lag auf dem Gebiet der pharmakologischen Neurophysiologie.
In den ersten drei Jahren nach ihrer Approbation im Jahre 1982 arbeitete sie zur Vertiefung ihrer Kenntnisse im Bereich der Allgemeinmedizin als Praxisassistentin und Praxisvertretung.
In den Jahren 1985 bis 1998 widmete sie sich der Ausbildung von Arzthelferinnen in medizinischer Fachkunde an der Berufsschule in Usingen (Südhessen), nahm des Weiteren von 1995 bis 1997 eine Dozenten-Tätigkeit an der Akademie für ärztliche Fortbildung in Bad Nauheim an der Carl-Oelemann-Schule wahr und lehrt seit 2010 als Dozentin und seit 2014 als Professorin Gesundheitsökonomie an der Hochschule Fresenius in Idstein.
Ihren Werdegang in der Industrie begann Dagmar Braun in den Jahren 1988 bis 2001 als Stufenplanbeauftragte beim Pharmaunternehmen Palmicol GmbH und war dort von 1995 bis 2001 für den Aufbau und die Leitung der Zulassungsabteilung sowie für die medizinisch-wissenschaftlichen Abteilung zuständig.
Von 2001 bis Ende 2008 übernahm sie als Vorstand Forschung & Entwicklung (CSO), und später auch als Vorstand für Materialwirtschaft (COO), eine Schlüsselposition bei der Riemser Arzneimittel AG, welche sie zusammen mit ihrem Mann Norbert Braun aufgebaut hat.
Seit 2009 ist Dagmar Braun Geschäftsführerin der Braun Hanse-Holding GmbH und der Braun Beteiligungs GmbH, Aufsichtsratsmitglied der Enzymicals AG, sowie bis einschließlich 2014 Geschäftsführerin der Cheplapharm Arzneimittel GmbH.

## Verbände und ehrenamtliche Funktionen
- Präsidiumsmitglied des Bundesverbandes der Deutschen Industrie (BDI) 2021/22
- Vorstandsmitglied im Ausschuss für Gesundheitswirtschaft des BDI und der Bundesvereinigung der Deutschen Arbeitgeberverbände (BDA) 2012–2018
- Vorstandsmitglied im Mittelstands-Ausschuss des BDI und der BDA von 2013–2015; Mitglied von 2008–2015
- Vorsitzende im Ausschuss Innovation und Forschung des Bundesverbandes der Pharmazeutischen Industrie (BPI) von 2011–2015
- Vorsitzende des Landesverbandes MV im Verband deutscher Unternehmerinnen (VdU) von 2008–2011
- Vorstandsvorsitzende des BioCon Valley M-V e.V 2011–2015; Stellvertretende Vorstandsvorsitzende 2009–2011 und 2015–2017
- Mitglied im Aufsichtsrat der BioConvalley GmbH von 2010–2013
- Mitglied des Leibniz-Institutes für Plasmaforschung und Technologie
- Mitglied im Bundesvorstand des Bundesverbandes der Pharmazeutischen Industrie (BPI) von 2006 bis 2010
- Mitglied der Programmkommission der Branchenkonferenz Gesundheit MV von 2010–2014
- Mitglied im Kuratorium Gesundheitswirtschaft MV und stellvertretende Leitung der Strategiegruppe Life Science (Mitgliedschaft 2009–2019, Leitung 2010–2014)
- Mitglied der Steuerungsgruppe Tissue Engineering und stellvertretendes Mitglied der Task Force Pharma beim Bundesministerium für Gesundheit 2007–2009
- Gemeinsam mit Norbert Braun und der Braun-Gruppe (Greifswald) Finanzierung und Aufbau des gemeinnützigen „Hospital Braun“ in Cinkanse, Togo

## Ehrungen und Auszeichnungen
- Forschungspreis des Bundesministeriums für Ernährung, Landwirtschaft und Verbraucherschutz (BMELV)  zur Entwicklung von Methoden zum Ersatz von Tierversuchen 2008 (1. Preis)
- Ehrung im Rahmen der Initiative „Deutschland – Land der Ideen“, stellvertretend für das Mentoring-Programm MV 2010
- 2010: Verleihung des Bundesverdienstkreuzes am Bande für ihre Verdienste beim Aufbau Ost zusammen mit ihrem Mann Norbert Braun
- 2017: Verleihung der Rubenow-Medaille als höchste Auszeichnung der Stadt Greifswald zusammen mit ihrem Mann Norbert Braun